# Protoleptoneta
Protoleptoneta is een geslacht van spinnen uit de  familie van de Leptonetidae.

## Soorten
- Protoleptoneta baccettii (Brignoli, 1979)
- Protoleptoneta beroni Deltshev, 1977
- Protoleptoneta bulgarica Deltshev, 1972
- Protoleptoneta italica (Simon, 1907)